# Matavazi
Matavazi (en serbe cyrillique : Матавази) est un village de Bosnie-Herzégovine. Il est situé dans la municipalité de Novi Grad et dans la république serbe de Bosnie. Selon les premiers résultats du recensement bosnien de 2013, il compte 495 habitants.

## Démographie

### Évolution historique de la population dans la localité
| 1948  | 1953 | 1961 | 1971 | 1981 | 1991 | 2013 |
| ----- | ---- | ---- | ---- | ---- | ---- | ---- |
| 1 242 | -    | 833  | 711  | 594  | 563, | 495  |

|  |